# サン＝フィルベール＝ド＝グラン＝リュー
サン＝フィルベール＝ド＝グラン＝リュー （Saint-Philbert-de-Grand-Lieu、ブルトン語:Sant-Filberzh-Deaz）は、フランス、ペイ・ド・ラ・ロワール地域圏、ロワール＝アトランティック県のコミューン。
トゥルニュの聖フィリベール（fr:Saint Philibert de Tournus）の聖遺物の一部を祀る、カロリング朝期9世紀のサン・フィルベール・ド・グラン・リュー修道院（母修道院はノワールムーティエ修道院）があることで知られる。
地名としてはフィルベール（Philbert）で、聖人の名はフィリベール（Philibert）であることに注意が必要である。

## 地理

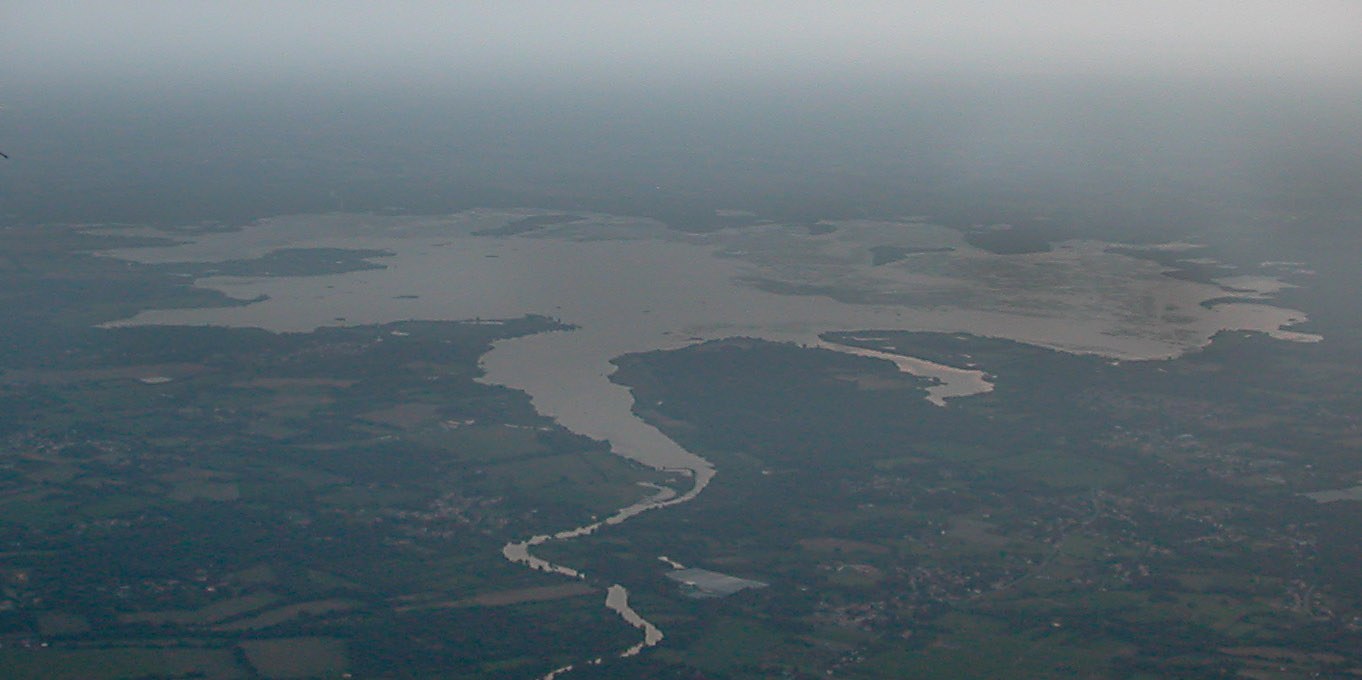
グラン・リュー湖

大西洋から約40km離れている。歴史的にはブルターニュに属し、伝統的な地方区分ではペイ・ド・レに、歴史的な地方区分ではペイ・ナンテに属する。
ロワール＝アトランティック県の気候は温帯に属する海洋性気候である。大河ロワールの河口が近いことと、目立った地形上の起伏がないことに影響された気候である。冬は穏やかで雨が多い（最高気温10℃、最低気温－5℃）。夏も比較的過ごしやすい（最高気温35℃、最低気温17℃）。降雨は希だが非常に集中して降る。年間平均降雨量は820mmであり、一年ごとにまるで前年からかけ離れることがある。降雪は非常に珍しい。
面積62.92平方kmのグラン・リュー湖はほぼ全体がこのコミューンに属している。湖は勾配の少ない地形にあるため水深が浅く、表面は浮き草で覆われている。

## 由来
サン＝フィルベール＝ド＝グラン＝リューの名称は、トゥルニュの聖フィリベールに由来する。聖フィリベールはアキテーヌの貴族の出身で、ペイ・ド・レを伝道した人物である。彼はノワールムーティエ修道院の創設者である。町はかつてDéasの名で知られていた。おそらくこの名称はガロ＝ローマ時代の名称である。9世紀中にノワールムーティエ修道院の修道士たちがやってきてこの土地に定着する間に、この聖人の名がとられたのだろう。グラン＝リューとは、町に近接するグラン・リュー湖よりとられている。
1258年にはSanctus Phelibertus de Grandi Lacu、1265年にはS. Ph. de Grandi Loco、1362年にはSeint Philiberd de Gran Leuとの名で記されている。

## 歴史

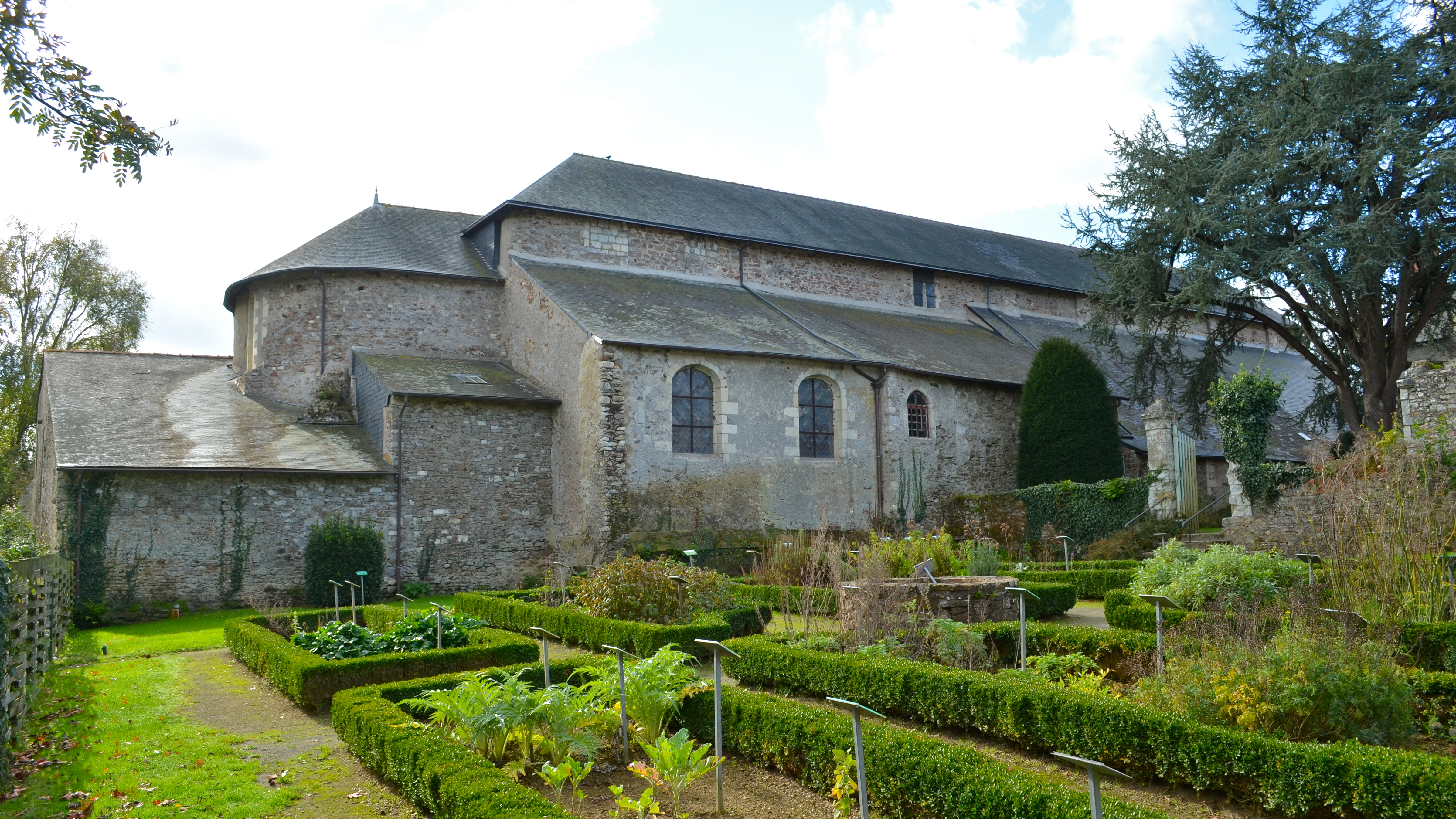
修道院外観

ガロ＝ローマ時代に起源を持つこの町は、最初はDéasと呼ばれていた。町はマグノボドゥス（Magnobodus）からポワティエ司教アンソアルド（Ansoald）に与えられ、次はノワールムーティエ修道院を支援するトゥルニュの聖フィリベールへと与えられた。コミューンの名は事実上、675年にノワールムーティエ修道院を創設した聖フィリベールにちなんでいる。9世紀にはノワールムーティエ修道院の修道士たちがこの地に定住した。彼らはこの地に新たな修道院（現在のサン・フィルベール・ド・グラン・リュー修道院）をつくった。この修道院は国内でも古くからある修道院の1つで、836年には聖フィリベールの聖遺物も移された。
847年にノルマン人が襲来した際に修道院は略奪され、修道士たちが本堂を再建した。これが現在我々が目にしている建物である。858年に再びノルマン人が襲撃したが、この時には修道士たちは聖遺物を抱えて避難している。修道士たちは11世紀にDéasに戻ったが、ブルゴーニュに避難していた聖遺物の帰還は1937年まで待たねばならなかった。
聖フィリベールの聖遺物は常にトゥルニュにある。聖遺物の灰を含む小さな筒は、ヴァンデのボーヴォワール＝シュル＝メールに聖フィリベールの像に祝福しに行った修道士アンリによって、Déasの、今も残るサルコファガスにもたらされたものである。

## 人口統計
| 1962年 | 1968年 | 1975年 | 1982年 | 1990年 | 1999年 | 2006年 | 2010年 |
| ------ | ------ | ------ | ------ | ------ | ------ | ------ | ------ |
| 3239   | 3341   | 3633   | 4255   | 5159   | 6251   | 7312   | 8061   |

参照元:1999年までEHESS、2000年以降INSEE

## 経済
サン＝フィルベール＝ド＝グラン＝リューはブドウ畑のある土地である。この土地でつくられるミュスカデはミュスカデ・コート・ド・グランリュー（Muscadet-côtes-de-grandlieu）の名で1994年よりAOC登録されている。そしてグロ・プラン・デュ・ペイ・ナンテ（Gros-plant-du-pays-nantais）は2011年までVDQSワインであった。

## 姉妹都市
- ビッケンバッハ (ベルクシュトラーセ)、ドイツ
- Radyr、ウェールズ